# Roter Börsenkrach
Der Rote Börsenkrach (RBK) ist die älteste immer noch existierende Basisgruppe an der Universität Wien. Die Studienvertretung der Volkswirtschaftslehre an der Universität Wien wird durch Vertreter des RBK gestellt.

## Geschichte
Der Rote Börsenkrach wurde 1974 durch unter anderen Peter Rosner gegründet. 1975 trat die Basisgruppe erstmals zu Wahlen an. 1977 führte Kritik des RBK an Thesen Egon Tuchtfeldts dazu, dass dieser letztlich nicht an die Uni Wien berufen wurden, unterstützt wurde die Berufung Alexander Van der Bellens zum ordentlichen Universitätsprofessor für Volkswirtschaftslehre im selben Jahr. 1985 arrangierte der RBK die Einladung Richard M. Goodwins zu einer Gastprofessur. Mitglieder der Gruppe waren an der Gründung des Beirats für gesellschafts-, wirtschafts- und umweltpolitische Alternativen beteiligt. In den folgenden Jahrzehnten kritisierte der Rote Börsenkrach die zunehmende Verschulung der Lehre, die Dominanz der neoklassischen Gleichgewichtstheorie in der Lehre und betrieb Debatten mit Vertretern wirtschaftsliberaler Positionen im Lehrkörper wie Erich W. Streissler.
Seit seiner Gründung gibt der Rote Börsenkrach eine gleichnamige Studierendenzeitschrift heraus.

## Rezeption
Alexander Van der Bellen kommentierte das Wirken des Roten Börsenkrach mit folgenden Worten: "Seine Akteure – von Mitgliedern zu sprechen wäre wohl verfehlt – waren typischerweise politisch irgendwie "links", gesellschaftspolitisch radikalliberal und vor allem intelligent. Die besten Studierenden der Wirtschaftswissenschaften an der Uni Wien waren mit einiger Regelmäßigkeit RBK-verdächtig. Daher war es eine Herausforderung, und oft ein Vergnügen, mit RBK-Funktionären zu streiten." Wilhelm Hemetsberger, bis 2007 einer der Vorstandsdirektoren der Bank Austria Creditanstalt, damals bekannt als "der rote Willi", unter den Studentenvertretern des Roten  Börsenkrachs. Er beschrieb das Phänomen, dass eine "linke Basisgruppe" an einer namhaften volkswirtschaftlichen Fakultät rasch Anerkennung und Erfolge verbuchen konnte so: „Obendrein musste man fachlich versiert sein, um fundiert Wissenschaftskritik betreiben zu können: Wir waren - bitte um Entschuldigung! - eigentlich Streber.“

## Bekannte ehemalige Mitglieder
- Gertrude Tumpel-Gugerell[8] (Mitglied des Direktoriums der Europäischen Zentralbank)
- Clemens Jobst (Wirtschaftshistoriker, Uni Wien)
- Ernst Fehr (Professor für Arbeitsökonomik und Sozialpolitik an der Universität Zürich)[9]
- Wilhelm Hemetsberger (Vorstandsdirektor der Bank Austria Creditanstalt)
- Phillip Schmidt-Dengler (Spieltheoretiker, Uni Wien)
- Richard Sturn (Leiter des Instituts für Finanzwissenschaft und Öffentliche Wirtschaft an der Universität Graz)
- Dalia Marin (Emeritierte Leiterin des Seminars für Internationale Wirtschaftsbeziehungen an der LMU.)
- Klaus Ritzberger (Professor am Institut für Höhere Studien (IHS) in Wien)
- Peter Rosner (emeritierter Makroökonom, Uni Wien)
- Wolfgang Pesendorfer (Professor für Volkswirtschaftslehre an der Princeton University)